# Dune Acres
Dune Acres és una població dels Estats Units a l'estat d'Indiana. Segons el cens del 2000 tenia 213 habitants.

## Demografia
Segons el cens del 2000, Dune Acres tenia 213 habitants, 101 habitatges, i 76 famílies. La densitat de població era de 38,4 habitants/km².
Dels 101 habitatges en un 13,9% hi vivien nens de menys de 18 anys, en un 67,3% hi vivien parelles casades, en un 5% dones solteres, i en un 23,8% no eren unitats familiars. En el 20,8% dels habitatges hi vivien persones soles el 13,9% de les quals corresponia a persones de 65 anys o més que vivien soles. El nombre mitjà de persones vivint en cada habitatge era de 2,11 i el nombre mitjà de persones que vivien en cada família era de 2,39.
Per edats la població es repartia de la següent manera: un 11,7% tenia menys de 18 anys, un 3,3% entre 18 i 24, un 13,1% entre 25 i 44, un 33,8% de 45 a 60 i un 38% 65 anys o més.
L'edat mediana era de 60 anys. Per cada 100 dones de 18 o més anys hi havia 97,9 homes.
La renda mediana per habitatge era de 94.843$ i la renda mediana per família de 102.524$. Els homes tenien una renda mediana de 83.632$ mentre que les dones 41.250$. La renda per capita de la població era de 68.051$. Cap de les famílies estaven per davall del llindar de pobresa.

## Poblacions més properes
El següent diagrama mostra les poblacions més properes.